# Saint John County (circonscription provinciale)
Saint John County est une ancienne circonscription électorale provinciale du Nouveau-Brunswick. La circonscription a été créée en 1795, à la suite de la partition de la circonscription de Saint John et abolie en 1973. Comme il s'agissait d'un scrutin plurinominal majoritaire, quatre candidats pouvaient être élus à la même élection.